# مقاطعة زنغلان
مقاطعة زنغلان (بالأذرية: Zəngilan Rayonu)‏ هي إحدى مقاطعات أذربيجان. يقدر عدد سكانها بـ 32,500 نسمة ومساحتها 707 كم2.